# Lomnička (Slovacchia)
Lomnička (in ungherese Kislomnic, in tedesco Kleinlomnitz) è un comune della Slovacchia facente parte del distretto di Stará Ľubovňa, nella regione di Prešov.